# Distrito de Weißenburg-Gunzenhausen
Weißenburg-Gunzenhausen es uno de los 71 distritos en que está dividido administrativamente el estado alemán de Baviera.

## Historia
El distrito se formó en 1972 mediante la fusión de los distritos de Gunzenhausen, Weissenburg, y el anteriormente independiente distrito urbano de Weissenburg.

## Escudo de armas
El escudo de armas del distrito está dividido en tres partes: izquierda, derecha e inferior. La parte inferior del escudo de armas deriva de los Condes de Pappenheim, y fue tomada desde el escudo de armas del antiguo distrito de Weissenburg. La media águila en el lado derecho representa la ciudad de Weissenburg, y las barras horizontales de la izquierda fueron tomadas del escudo de armas del antiguo distrito Gunzenhausen.

## Ciudades y municipios
| Ciudades | Verwaltungsgemeinschaften                                              | Municipios |
| --- | ---------------------------------------------------------------------- | --- |
| 1. Ellingen¹ 2. Gunzenhausen 3. Pappenheim 4. Treuchtlingen 5. Weißenburg in Bayern ¹ administrado dentro de un Verwaltungsgemeinschaft Märkte 1. Absberg 2. Gnotzheim 3. Heidenheim 4. Markt Berolzheim 5. Nennslingen 6. Pleinfeld | 1. Altmühltal 2. Ellingen 3. Gunzenhausen 4. Hahnenkamm 5. Nennslingen | 1. Alesheim 2. Bergen 3. Burgsalach 4. Dittenheim 5. Ettenstatt 6. Haundorf 7. Höttingen 8. Langenaltheim 9. Meinheim 10. Muhr am See 11. Pfofeld 12. Polsingen 13. Raitenbuch 14. Solnhofen 15. Theilenhofen 16. Westheim |